# Tinumpuk (Juntinyuat)
Tinumpuk is een bestuurslaag in het regentschap Indramayu van de provincie West-Java, Indonesië. Tinumpuk telt 4685 inwoners (volkstelling 2010).